# Џејмс II Стјуарт
Џејмс II или Џејмс VII од Шкотске (енгл. James II of England; Лондон, 14. октобар 1633 — Париз, 16. септембар 1701) је био краљ Енглеске, Шкотске и Ирске од 6. фебруара 1685. до 11. децембра 1688. Био је последњи католички краљ, који је владао Енглеском, Шкотском и Ирском. Многи његови поданици му нису веровали због његове верске политике и наводног деспотизма. Свргнут је у Славној револуцији 1688. На престолу су га заменили његова кћерка Мери II од Енглеске и њен супруг Вилијам III Орански, који су постали заједнички владари 1689.
Веровање да је Џејмс прави законити краљ, а не Вилијам и Мери постао је познат као јакобитизам, а следбеници као јакобити. Џејмс је покушао да поврати круну 1689, када се искрцао у Ирској. Након пораза у бици код Бојне 1690. вратио се у Француску, где је живео остатак живота под заштитом француског краља Луја XIV. Његов син Џејмс Френсис Едвард Стјуарт и унук Чарлс Едвард Стјуарт покушавали су безуспешно да обнове јакобитску линију и да дођу на власт у Енглеској.

## Детињство и младост
Џејмс је рођен 1633. као други преживели син Чарлса I и Анријете Марије од Француске. Постао је војвода од Јорка 1644. За време Енглеског грађанског рата остао је у ројалистичком упоришту Оксфорду. Када се Оксфорд предао 1646. Џејмс (тада војвода од Јорка) био је затворен у палату светог Џејмса. Побегао је 1648. из палате и прерушен је отишао у Хаг. Када су побуњеници 1649. убили краља Чарлса I, монархисти су прогласили Џејмсовог старијег брата Чарлса II за краља. Парламент Шкотске и парламент Ирске су признавали Чарлса II, па је крунисан као краљ Шкота 1651. Међутим није успевао да се окруни енглеском круном, па је побегао у Француску.
Као и његов старији брат Чарлс, тако је и Џејмс тражио уточиште у Француској, где је служио војску под Анријем Тиреном. Кад је његов брат Чарлс II ушао у савез са Шпанијом, која је била француски непријатељ и Џејмс II се прикључио шпанској војсци под Великим Кондеом.
Оливер Кромвел је умро 1658. и Џејмсов брат Чарлс II је рестаурисан као енглески краљ. Иако је Џејмс био претпостављани наследник мала је била вероватноћа да ће наследити круну, јер је Чарлс II био још довољно млад да има сопственог наследника. Џејмс је командовао морнарицом за време Другог (1665—1667) и Трећег англо-холандског рата (1672—1674). Енглези су 1664. заузели Нову Низоземску и територију су преименовали Њујорк у његову част, јер је био војвода од Јорка. Форт Орање, око 240 km узводно уз реку Хадсон, преименован је у Олбани. Џејмс је заповедао и Краљевском афричком компанијом, која је учествовала у трговини робљем.

## Религија
Џејмс је постао католик 1668. или 1669, што је извесно време била тајна. Због великог страха од утицаја католика на краљевски двор парламент је 1673. донео Пробни закон. По том акту државни и војни службеници су обавезни да се закуну и добију причест од англиканске цркве. Том приликом су морали и да порекну извесне доктрине католичке цркве као празноверје и идолопоклонство. Џејмс је одбио да поступи по том акту. Уместо тога напустио је положај команданта морнарице. Тада је постало познато јавности да је он католик. Чарлс II је показао негодовање због тога што је Џејмс прешао у католике и наредио је да се Џејмсова деца одгајају као протестанти. Ипак 1673. дозволио је Џејмсу да се ожени католикињом Маријом од Модене. Многи Енглези, који нису веровали Католичкој цркви, сматрали су војвоткињу од Јорка папиним агентом.
Џејмс је 1677. покушао да умири протестанте тиме што је дозволио својој ћерци Мери II да се уда за протестанта Вилијама III Оранског. Упркос таквим концесијама остао је страх од католичког краља. Један англикански распоп лажно је говорио о папској завери да се убије Чарлс и да се постави Џејмс на трон. То је изазвало антикатоличку хистерију у Енглеској, да је Џејмс морао да се склони у Брисел. Џејмс је 1680. именован високим комесаром за Шкотску и живео је у дворцу у Единбургу. У Енглеској је било разних покушаја да се Џејмс искључи из линије наслеђивања или да круна после Чарлса иде Чарлсовом незаконитом сину. Од 1678. до 1681. било је покушаја да се усвоји Акт о изузећу (енгл. Exclusion Bill) по коме Џејмс не би наследио трон. Чарлс II је распустио парламент да би спречио његово доношење. Криза о изузећу допринела је развоју енглеског двопартијског система. Виговци су подржавали закон, а торијевци су се опирали доношењу закона. Још два пута је биран парламент 1680. и 1681. и оба пута га је краљ распуштао да се не би прогласио Акт о изузећу.
Године 1683. спречена је једна протестантска завера да се убију краљ Чарлс и његов брат Џејмс. Након тога порасла је Џејмсова популарност. Џејмс се поново нашао у влади, а брат га је поставио поново за команданта морнарице.

## Власт
Краљ Чарлс II је умро 1685. без законских наследника. И он је постао католик на самртничкој постељи. Наследио га је брат, који је владао Енглеском и Ирском као Џејмс II, а Шкотском као Џејмс VI. Џејмс је крунисан 23. априла 1685. У почетку је изгледало да нема отворене опозиције новом краљу. Нови парламент, који је заседао маја 1685. изгледао је као наклоњен Џејмсу, јер му је одобрио већу суму новца. Ипак незаконити син Чарлса II војвода од Монмута прогласио је себе краљем 20. јуна 1685. Међутим кратко након тога потучен је у бици код Сеџмура и погубљен у Лондонској кули. Краљеви суци су брутално казнили побуњенике.
Да би се заштитио од даљњих побуна Џејмс II је тражио да се успостави велика стајаћа војска. Пошто је у неколико регименти дозволио католицизам краљ је поново дошао у сукоб са парламентом. Религиозне напетости су се појачале током 1686, јер је Џејмс дозволио католицима да заузимају највише положаје у краљевини. Осим тога примио је на двору и папског нунција, првога представника Рима у Лондону након власти Крваве Мери, дакле након више од једног века. Доношењем Декларације о опроштају 1687. Џејмс је поништио законе, који су кажњавали католике и протестантске дисиденте. Краљ је нарочито испровоцирао опозицију са политиком везаном за универзитет у Оксфорду. Увредио је англиканце, када је дозволио католицима да су на значајним позицијама у два највећа оксфордска колеџа. Још је непопуларнији потез повукао кад је отпустио протестанте са Магдален колеџа и уместо њих поставио католике.

## Славна револуција
У априлу 1688. Џејмс је поново издао Декларацију о индулгенцији и наредио је англиканским свештеницима да је читају по црквама. Надбискуп Кантерберија и шест других бискупа, заједно познати као Седам бискупа упутили су петицију захтевајући да краљ размотри своју верску политику. После петиције су ухапшени и суђени за бунтовничке речи. Јавност је додатно алармирана када се јуна 1688. родио наследник, поново католик. Пошто су се осећали угрожени од могуће католичке династије утицајни протестантски племићи и свештеници су се обратили Вилијаму III Оранском.
Група протестантских племића, позната као Седам бесмртних захтевала је 30. јуна 1688. од Вилијама III Оранског да дође у Енглеску са војском. До септембра је постало јасно да Вилијам намерава да изврши инвазију. Џејмс је тада одбио француску помоћ, коју му је понудио Луј XIV, јер је знао да ће се Енглези опирати француској интервенцији. Веровао је да је његова војска довољна да одбрани Енглеску од инвазије. Када се Вилијам III Орански искрцао 5. новембра 1688. у Енглеској многи протестантски официри су пребегли из Џејмсове војске и пришли Вилијаму. Многи племићи су исто пришли Вилијаму, који је зато веома лако напредовао до Лондона, где је дошао 11. децембра 1688. Краљ Џејмс је покушао да бежи у Француску. Међутим ухваћен је у Кенту. Пошто није желео да од њега направи мученика Вилијам га је пустио 23. децембра да побегне. Луј XIV је примио Џејмса и дао му палату и новца.
Вилијам је на нерегуларан начин сазвао конвенциони парламент. Процедура за сазив конвенционог парламента се пре користила када није јасно ко наслеђује трон. Парламент је прогласио 12. фебруара 1689. да је Џејмс покушао да побегне из Енглеске 11. децембра 1688. и да то представља акт абдикације и да је трон после тога празан. Џејмсова ћерка Мери II је проглашена краљицом и проглашено је да влада заједно са Вилијамом III. Шкотски парламент је прогласио сличну одлуку 11. априла 1689.
Парламент је донио посебан закон зван Повеља о правима. По том закону потврђује се ранија одлука конвенционог парламента да Џејмсов бег представља абдикацију и да су Вилијам III Орански и Мери II краљ и краљица. Осим тога оптужује се Џејмс II да је злоупотребио власт. Посебно се критикује због суспензије Тест акта и због кажњавања седам бискупа јер су се само потписали петицију круни. Критикован је због успостављања стајаће војске и увођења окрутних казни. По том закону забрањује се католицима да постану енглески краљеви, а забрањује се и венчање краља са католицима. Осим тога тај акт је одредио и редослед наслеђивања по коме су деца Вилијама и Мери први у линији наслеђивања. Тада Вилијам и Мери нису имали деце, а нису их имали ни касније. Следећи у линији наслеђивања је Мерина сестра Ана од Велике Британије, па затим Вилијамова деца из следећих бракова.

## Касније године
Уз помоћ француске војске Џејмс се марта 1689. искрцао у Ирској. Ирски парламент није следио пример енглеског парламента. Они су прогласили да је Џејмс II још увек њихов краљ. На Џејмсово инсистирање ирски парламент је изгласао Акт о слободи савести, којим су дане верске слободе католицима и протестантима у Ирској. Међутим Вилијам III је победио Џејмса 1. јула 1690. по старом календару у бици на Бојну. Побегао је у Француску, а због кукавичлука изгубио је много подршке у Ирској.
У Француској је добио на располагање палату Сен Жермен. Његови следбеници су се звали јакобити. Нису то били само католици. Била је једна неуспешна завера 1696. када су покушали убити Вилијама и поново вратити Џејмса на трон. Француски краљ Луј XIV понудио је 1696. Џејмсу да буде краљ Пољске, али Џејмс је одбио јер би Енглези онда сматрали да није за краља Енглеске. После тога Луј је престао да му пружа помоћ. Џејмс је умро 16. септембра 1701. од излива крви у мозак. Његово тело је било положено у ковчегу у цркви енглеских бенедиктинаца у Паризу. За време Француске револуције његови остаци су изгубљени. Мозак му је сачуван у једној урни у Паризу.

## Наслеђе
Џејмсова млађа ћерка Ана од Велике Британије наследила је круну након смрти Вилијама III 1702. године. Њена сестра Мери II је умрла раније 1694. године. Ана је имала деце, али су сва помрла, тако да се постављало питање наслеђивања круне након ње. Због тога је енглески парламент донео 1701. посебан закон Акт о наслеђивању, по коме је након Ане следећи у линији наслеђивања Софија од Хановера и њени протестантски наследници. Софија је умрла 1714. године, а само два месеца касније Ана од Велике Британије. Круну је наследио Софијин син Џорџ I.
Син Џејмса II Џејмс Френсис Едвард Стјуарт (познат међу присталицама као Џејмс III и као Џејмс VIII, а међу противницима као Стари претендент) заложио се за јакобитску ствар. Предводио је 1715. побуну у Шкотској, али био је поражен. И друге побуне су слично прошле. Последња озбиљна побуна је била 1745. године, а предводио ју је Чарлс Едвард Стјуарт.
Џејмс Френсис Едвард Стјуарт је умро 1766. и наследио га је најстарији син Чарлс Едвард Стјуарт (познат присталицама као Чарлс III, а међу противницима као Млади претендент). Чарлса је наследио Хенри Бенедикт Стјуарт, који је био последњи од Џејмсових легитимних наследника. Када је он умро 1807. јакобити су сматрали да краљ треба бити потомак Чарлса I, Карло Емануел IV од Сардиније.

## Породично стабло
|  |                                  |  |  |  |  |  |  |  |  |  |  |  |  |  |  |  |
|  | 16. Метју Стјуарт                |  |  |  |  |  |  |  |  |  |  |  |  |  |  |  |
|  |                                  |  |  |  |  |  |  |  |  |  |  |  |  |  |  |  |
|  |                                  |  |  |  |  |  |  |  |  |  |  |  |  |  |  |  |
|  | 8. Хенри Стјуарт                 |  |  |  |  |  |  |  |  |  |  |  |  |  |  |  |
|  |                                  |  |  |  |  |  |  |  |  |  |  |  |  |  |  |  |
|  |                                  |  |  |  |  |  |  |  |  |  |  |  |  |  |  |  |
|  | 17. Маргарета Даглас             |  |  |  |  |  |  |  |  |  |  |  |  |  |  |  |
|  |                                  |  |  |  |  |  |  |  |  |  |  |  |  |  |  |  |
|  |                                  |  |  |  |  |  |  |  |  |  |  |  |  |  |  |  |
|  | 4. Џејмс I                       |  |  |  |  |  |  |  |  |  |  |  |  |  |  |  |
|  |                                  |  |  |  |  |  |  |  |  |  |  |  |  |  |  |  |
|  |                                  |  |  |  |  |  |  |  |  |  |  |  |  |  |  |  |
|  | 18. Џејмс V од Шкотске           |  |  |  |  |  |  |  |  |  |  |  |  |  |  |  |
|  |                                  |  |  |  |  |  |  |  |  |  |  |  |  |  |  |  |
|  |                                  |  |  |  |  |  |  |  |  |  |  |  |  |  |  |  |
|  | 9. Мери Стјуарт                  |  |  |  |  |  |  |  |  |  |  |  |  |  |  |  |
|  |                                  |  |  |  |  |  |  |  |  |  |  |  |  |  |  |  |
|  |                                  |  |  |  |  |  |  |  |  |  |  |  |  |  |  |  |
|  | 19. Марија од Гиза               |  |  |  |  |  |  |  |  |  |  |  |  |  |  |  |
|  |                                  |  |  |  |  |  |  |  |  |  |  |  |  |  |  |  |
|  |                                  |  |  |  |  |  |  |  |  |  |  |  |  |  |  |  |
|  | 2. Чарлс I Стјуарт               |  |  |  |  |  |  |  |  |  |  |  |  |  |  |  |
|  |                                  |  |  |  |  |  |  |  |  |  |  |  |  |  |  |  |
|  |                                  |  |  |  |  |  |  |  |  |  |  |  |  |  |  |  |
|  | 20. Кристијан III од Данске      |  |  |  |  |  |  |  |  |  |  |  |  |  |  |  |
|  |                                  |  |  |  |  |  |  |  |  |  |  |  |  |  |  |  |
|  |                                  |  |  |  |  |  |  |  |  |  |  |  |  |  |  |  |
|  | 10. Фридрих II од Данске         |  |  |  |  |  |  |  |  |  |  |  |  |  |  |  |
|  |                                  |  |  |  |  |  |  |  |  |  |  |  |  |  |  |  |
|  |                                  |  |  |  |  |  |  |  |  |  |  |  |  |  |  |  |
|  | 21. Доротеја од Саксе-Лауенбурга |  |  |  |  |  |  |  |  |  |  |  |  |  |  |  |
|  |                                  |  |  |  |  |  |  |  |  |  |  |  |  |  |  |  |
|  |                                  |  |  |  |  |  |  |  |  |  |  |  |  |  |  |  |
|  | 5. Ана од Данске                 |  |  |  |  |  |  |  |  |  |  |  |  |  |  |  |
|  |                                  |  |  |  |  |  |  |  |  |  |  |  |  |  |  |  |
|  |                                  |  |  |  |  |  |  |  |  |  |  |  |  |  |  |  |
|  | 22. Улрих III Мекленбуршки       |  |  |  |  |  |  |  |  |  |  |  |  |  |  |  |
|  |                                  |  |  |  |  |  |  |  |  |  |  |  |  |  |  |  |
|  |                                  |  |  |  |  |  |  |  |  |  |  |  |  |  |  |  |
|  | 11. Софија Мекленбуршка          |  |  |  |  |  |  |  |  |  |  |  |  |  |  |  |
|  |                                  |  |  |  |  |  |  |  |  |  |  |  |  |  |  |  |
|  |                                  |  |  |  |  |  |  |  |  |  |  |  |  |  |  |  |
|  | 23. Елизабета од Данске          |  |  |  |  |  |  |  |  |  |  |  |  |  |  |  |
|  |                                  |  |  |  |  |  |  |  |  |  |  |  |  |  |  |  |
|  |                                  |  |  |  |  |  |  |  |  |  |  |  |  |  |  |  |
|  | 1. Џејмс II Стјуарт              |  |  |  |  |  |  |  |  |  |  |  |  |  |  |  |
|  |                                  |  |  |  |  |  |  |  |  |  |  |  |  |  |  |  |
|  |                                  |  |  |  |  |  |  |  |  |  |  |  |  |  |  |  |
|  | 24. Шарл IV од Бурбон-Вандома    |  |  |  |  |  |  |  |  |  |  |  |  |  |  |  |
|  |                                  |  |  |  |  |  |  |  |  |  |  |  |  |  |  |  |
|  |                                  |  |  |  |  |  |  |  |  |  |  |  |  |  |  |  |
|  | 12. Антонио Бурбонски            |  |  |  |  |  |  |  |  |  |  |  |  |  |  |  |
|  |                                  |  |  |  |  |  |  |  |  |  |  |  |  |  |  |  |
|  |                                  |  |  |  |  |  |  |  |  |  |  |  |  |  |  |  |
|  | 25. Франсуаза Алансонска         |  |  |  |  |  |  |  |  |  |  |  |  |  |  |  |
|  |                                  |  |  |  |  |  |  |  |  |  |  |  |  |  |  |  |
|  |                                  |  |  |  |  |  |  |  |  |  |  |  |  |  |  |  |
|  | 6. Анри IV                       |  |  |  |  |  |  |  |  |  |  |  |  |  |  |  |
|  |                                  |  |  |  |  |  |  |  |  |  |  |  |  |  |  |  |
|  |                                  |  |  |  |  |  |  |  |  |  |  |  |  |  |  |  |
|  | 26. Хенрик II од Наваре          |  |  |  |  |  |  |  |  |  |  |  |  |  |  |  |
|  |                                  |  |  |  |  |  |  |  |  |  |  |  |  |  |  |  |
|  |                                  |  |  |  |  |  |  |  |  |  |  |  |  |  |  |  |
|  | 13. Хуана III од Наваре          |  |  |  |  |  |  |  |  |  |  |  |  |  |  |  |
|  |                                  |  |  |  |  |  |  |  |  |  |  |  |  |  |  |  |
|  |                                  |  |  |  |  |  |  |  |  |  |  |  |  |  |  |  |
|  | 27. Маргарита од Наваре          |  |  |  |  |  |  |  |  |  |  |  |  |  |  |  |
|  |                                  |  |  |  |  |  |  |  |  |  |  |  |  |  |  |  |
|  |                                  |  |  |  |  |  |  |  |  |  |  |  |  |  |  |  |
|  | 3. Хенријета Марија од Француске |  |  |  |  |  |  |  |  |  |  |  |  |  |  |  |
|  |                                  |  |  |  |  |  |  |  |  |  |  |  |  |  |  |  |
|  |                                  |  |  |  |  |  |  |  |  |  |  |  |  |  |  |  |
|  | 28. Косимо I Медичи              |  |  |  |  |  |  |  |  |  |  |  |  |  |  |  |
|  |                                  |  |  |  |  |  |  |  |  |  |  |  |  |  |  |  |
|  |                                  |  |  |  |  |  |  |  |  |  |  |  |  |  |  |  |
|  | 14. Франческо Медичи             |  |  |  |  |  |  |  |  |  |  |  |  |  |  |  |
|  |                                  |  |  |  |  |  |  |  |  |  |  |  |  |  |  |  |
|  |                                  |  |  |  |  |  |  |  |  |  |  |  |  |  |  |  |
|  | 29. Еленора од Таледа            |  |  |  |  |  |  |  |  |  |  |  |  |  |  |  |
|  |                                  |  |  |  |  |  |  |  |  |  |  |  |  |  |  |  |
|  |                                  |  |  |  |  |  |  |  |  |  |  |  |  |  |  |  |
|  | 7. Марија Медичи                 |  |  |  |  |  |  |  |  |  |  |  |  |  |  |  |
|  |                                  |  |  |  |  |  |  |  |  |  |  |  |  |  |  |  |
|  |                                  |  |  |  |  |  |  |  |  |  |  |  |  |  |  |  |
|  | 30. Фердинанд I Хабзбуршки       |  |  |  |  |  |  |  |  |  |  |  |  |  |  |  |
|  |                                  |  |  |  |  |  |  |  |  |  |  |  |  |  |  |  |
|  |                                  |  |  |  |  |  |  |  |  |  |  |  |  |  |  |  |
|  | 15. Јохана од Аустрије           |  |  |  |  |  |  |  |  |  |  |  |  |  |  |  |
|  |                                  |  |  |  |  |  |  |  |  |  |  |  |  |  |  |  |
|  |                                  |  |  |  |  |  |  |  |  |  |  |  |  |  |  |  |
|  | 31. Ана Јагелонска               |  |  |  |  |  |  |  |  |  |  |  |  |  |  |  |
|  |                                  |  |  |  |  |  |  |  |  |  |  |  |  |  |  |  |
|  |                                  |  |  |  |  |  |  |  |  |  |  |  |  |  |  |  |